# آبشار دارنلی کاسکید
آبشار دارنلی کاسکید (به انگلیسی: Darnley Cascade) آبشاری است که در همیلتون (انتاریو)، کانادا واقع شده و ارتفاع کلی ریزشگاه آن ۴ متر (۱۳ فوت) است.